# Championnat du Nicaragua de football 2005-2006
Navigation
Saison précédente Saison suivante
La Primera División 2005-2006 est la soixante-troisième édition de la première division nicaraguayenne.
Lors de ce tournoi, le Diriangén FC a conservé son titre de champion du Nicaragua face aux neuf meilleurs clubs nicaraguayens.
La saison était divisée en deux tournois, l'Apertura et le Clausura, les deux vainqueurs se sont disputé le titre de champion à la fin de la saison.
Lors du premier tournoi, chacun des dix clubs participant était confronté deux fois aux neuf autres équipes, puis les quatre meilleurs se sont affrontés lors d'une phase finale à la fin du tournoi.
Lors du second tournoi, chacun des dix clubs participant était confronté une seule fois aux neuf autres équipes, puis les six meilleurs se sont affrontés lors d'une phase finale à la fin du tournoi.
Seulement deux places étaient qualificatives pour la Copa Interclubes UNCAF.

## Les 10 clubs participants
| \| América Managua Deportivo Walter Ferreti I Deportivo Bluefields Diriangén FC Atlético Estelí Real Estelí FC Deportivo Jalapa Deportivo Masatepe Atlético Estelí Real Estelí FC Real Madriz Scorpión FC América Managua Deportivo Walter Ferreti \| Localisation des clubs engagés dans le championnat. |
| América Managua Deportivo Walter Ferreti I Deportivo Bluefields Diriangén FC Atlético Estelí Real Estelí FC Deportivo Jalapa Deportivo Masatepe Atlético Estelí Real Estelí FC Real Madriz Scorpión FC América Managua Deportivo Walter Ferreti                                                           |

| Club                      | Stade                                        | Capacité          | Ville      |
| América Managua           | Stade Olympique de l'Indépendance de Managua | 8 000             | Managua    |
| Deportivo Bluefields (en) | Stade Glorias Costeñas                       | 4 000             | Bluefields |
| Diriangén FC              | Stade Cacique Diriangén                      | 7 500             | Diriamba   |
| Atlético Estelí           | Stade inconnu                                | Capacité inconnue | Estelí     |
| Deportivo Jalapa (en)     | Stade Alejandro Ramos                        | 1 000             | Jalapa     |
| Deportivo Masatepe        | Stade José Ernesto Sanchez                   | 2 000             | Masatepe   |
| Real Estelí FC            | Stade de l'Indépendance                      | 4 800             | Estelí     |
| Real Madriz               | Stade Municipal de Somoto                    | 3 000             | Somoto     |
| Scorpión FC (en)          | Stade inconnu                                | Capacité inconnue | Chinandega |
| Deportivo Walter Ferreti  | Stade Olympique de l'Indépendance de Managua | 8 000             | Managua    |

## Tournoi Apertura
Ce tournoi se déroule de la même façon que les tournois Apertura précédents, en deux phases :
- La phase de qualification : les dix-huit journées de championnat.
- La phase finale : les confrontations aller-retour allant des demi-finales à la finale.

### Phase de qualification
Les dix équipes affrontent à deux reprises les neuf autres équipes selon un calendrier tiré aléatoirement.
Le classement est établi sur le barème de points classique (victoire à 3 points, match nul à 1, défaite à 0).
Le départage final se fait selon les critères suivants :
- Le nombre de points.
- La différence de buts générale.
- Le nombre de buts marqué.

#### Classement
| Rang | Équipe                    | Pts | J  | G  | N | P  | Bp | Bc | Diff |
| ---- | ------------------------- | --- | -- | -- | - | -- | -- | -- | ---- |
| 1    | Real Estelí FC            | 45  | 18 | 14 | 3 | 1  | 39 | 5  | +34  |
| 2    | Diriangén FC (T)          | 39  | 18 | 12 | 3 | 3  | 40 | 15 | +25  |
| 3    | Deportivo Masatepe        | 33  | 18 | 10 | 3 | 5  | 28 | 16 | +12  |
| 4    | Scorpión FC (en) (P)      | 31  | 18 | 9  | 4 | 5  | 31 | 24 | +7   |
| 5    | Deportivo Walter Ferreti  | 27  | 18 | 8  | 3 | 7  | 24 | 31 | -7   |
| 6    | América Managua (P)       | 23  | 18 | 6  | 5 | 7  | 23 | 20 | +3   |
| 7    | Deportivo Jalapa (en)     | 21  | 18 | 6  | 3 | 9  | 25 | 29 | -4   |
| 8    | Real Madriz               | 15  | 18 | 3  | 6 | 9  | 20 | 25 | -5   |
| 9    | Deportivo Bluefields (en) | 11  | 18 | 2  | 5 | 11 | 18 | 51 | -33  |
| 10   | Atlético Estelí           | 6   | 18 | 1  | 3 | 14 | 14 | 46 | -32  |

| Légende : Qualifications et relégations | Légende : Qualifications et relégations                  |
| --------------------------------------- | -------------------------------------------------------- |
|                                         | Qualifié pour les demi-finales                           |
|                                         | (T) : Tenant du titre (P) : Promu de la saison 2004-2005 |

#### Matchs
| Résultats (▼dom., ►ext.)                                   | Amé | Est | Blu | Dir | Jal | Mas | REs | RMa | Sco | Wal |
| América Managua                                            |     | 3-1 | 0-0 | 1-2 | 1-0 | 1-1 | 0-1 | 1-0 | 2-3 | 5-1 |
| Atlético Estelí                                            | 1-3 |     | 1-2 | 0-3 | 0-3 | 0-1 | 0-3 | 2-5 | 2-1 | 2-3 |
| Deportivo Bluefields (en)                                  | 1-1 | 2-2 |     | 1-2 | 5-4 | 2-5 | 0-3 | 2-2 | 0-3 | 0-1 |
| Diriangén FC                                               | 3-0 | 0-0 | 8-1 |     | 2-2 | 1-0 | 0-0 | 1-0 | 3-1 | 4-1 |
| Deportivo Jalapa (en)                                      | 2-2 | 2-0 | 3-0 | 1-3 |     | 0-1 | 1-0 | 2-0 | 0-0 | 0-1 |
| Deportivo Masatepe                                         | 2-1 | 2-0 | 5-0 | 2-1 | 2-1 |     | 0-3 | 0-0 | 2-2 | 2-0 |
| Real Estelí FC                                             | 1-0 | 4-0 | 5-0 | 2-1 | 3-0 | 1-0 |     | 4-1 | 3-0 | 0-0 |
| Real Madriz                                                | 0-0 | 5-0 | 0-0 | 0-2 | 1-3 | 0-2 | 1-1 |     | 1-2 | 2-0 |
| Scorpión FC (en)                                           | 0-2 | 2-2 | 3-0 | 3-0 | 4-1 | 1-0 | 1-3 | 1-0 |     | 1-1 |
| Deportivo Walter Ferreti                                   | 1-0 | 2-1 | 3-2 | 0-4 | 4-0 | 2-1 | 0-2 | 2-2 | 2-3 |     |
| - Victoire à domicile - Match nul - Victoire à l'extérieur |     |     |     |     |     |     |     |     |     |     |

### La Phase Finale
Les quatre équipes qualifiées sont réparties dans le tableau final d'après leur classement général.
En cas d'égalité sur la somme des deux matchs, c'est l'équipe ayant marqué le plus de buts à extérieur qui l'emporte puis une prolongation et une séance de tirs au but ont éventuellement lieu.

#### Tableau
|  |                    |            |                |            |              |     |      |        |        |        |        |        |
|  | 1/2 finale         | 1/2 finale | 1/2 finale     | 1/2 finale | 1/2 finale   |     |      | Finale | Finale | Finale | Finale | Finale |
|  |                    |            |                |            |              |     |      |        |        |        |        |        |
|  |                    |            |                |            |              |     |      |        |        |        |        |        |
|  | Diriangén FC       | (2)        | 0              | 1          |              |     |      |        |        |        |        |        |
|  | Diriangén FC       | (2)        | 0              | 1          |              |     |      |        |        |        |        |        |
|  | Deportivo Masatepe | (3)        | 0              | 0          |              |     |      |        |        |        |        |        |
|  | Deportivo Masatepe | (3)        | 0              | 0          | Diriangén FC | (2) | 0    | 0      | 1(4)   |        |        |        |
|  |                    |            |                |            |              | (2) | 0    | 0      | 1(4)   |        |        |        |
|  |                    |            | Real Estelí FC | (1)        | 0            | 0   | 1(3) |        |        |        |        |        |
|  | Scorpión FC (en)   | (4)        | Real Estelí FC | (1)        | 0            | 0   | 1(3) | 0      | 2      |        |        |        |
|  | Scorpión FC (en)   | (4)        |                |            |              |     |      | 0      | 2      |        |        |        |
|  | Real Estelí FC     | (1)        | 2              | 1          |              |     |      |        |        |        |        |        |
|  | Real Estelí FC     | (1)        | 2              | 1          |              |     |      |        |        |        |        |        |

#### Demi-finales
| Club             | Aller | Retour | Club               | Commentaire |
| Diriangén FC     | 0-0   | 1-0    | Deportivo Masatepe |             |
| Scorpión FC (en) | 0-2   | 2-1    | Real Estelí FC     |             |

#### Finale
| Match aller      | Real Estelí FC | 0:0   | Diriangén FC | Stade de l'Indépendance |  |
| 10 décembre 2005 |                | (0:0) |              |                         |  |

| Match retour     | Diriangén FC         | 1:1 | Real Estelí FC | Stade Cacique Diriangén |  |
| 17 décembre 2005 | Miguel Ángel Sánchez |     | Elmer Mejía    |                         |  |
| 17 décembre 2005 | Tirs au but 4:3      |     |                |                         |  |

## Tournoi Clausura
Ce tournoi se déroule de la même façon que les tournois Clausura précédents, en trois phases :
- La phase de qualification : les neuf journées de championnat.
- La phase hexagonale : les cinq journées de championnat supplémentaires.
- La phase finale : les confrontations aller-retour allant des demi-finales à la finale.

### Phase de qualification
Les dix équipes affrontent une seule fois les neuf autres équipes selon un calendrier tiré aléatoirement.
Le classement est établi sur le barème de points classique (victoire à 3 points, match nul à 1, défaite à 0).
Le départage final se fait selon les critères suivants :
- Le nombre de points.
- La différence de buts générale.
- Le nombre de buts marqué.

#### Classement
| Rang | Équipe                    | Pts | J | G | N | P | Bp | Bc | Diff |
| ---- | ------------------------- | --- | - | - | - | - | -- | -- | ---- |
| 1    | Diriangén FC (T)          | 19  | 9 | 6 | 1 | 2 | 21 | 12 | +9   |
| 2    | Scorpión FC (en) (P)      | 18  | 9 | 5 | 3 | 1 | 24 | 15 | +9   |
| 3    | Real Estelí FC            | 16  | 9 | 4 | 4 | 1 | 12 | 7  | +5   |
| 4    | Deportivo Bluefields (en) | 14  | 9 | 3 | 5 | 1 | 18 | 16 | +2   |
| 5    | Deportivo Masatepe        | 13  | 9 | 3 | 4 | 2 | 24 | 18 | +6   |
| 6    | América Managua (P)       | 12  | 9 | 3 | 3 | 3 | 16 | 15 | +1   |
| 7    | Deportivo Walter Ferreti  | 8   | 9 | 2 | 2 | 5 | 10 | 14 | -4   |
| 8    | Deportivo Jalapa (en)     | 8   | 9 | 2 | 2 | 5 | 11 | 17 | -6   |
| 9    | Atlético Estelí           | 7   | 9 | 2 | 1 | 6 | 6  | 25 | -19  |
| 10   | Real Madriz               | 6   | 9 | 1 | 3 | 5 | 8  | 11 | -3   |

| Légende : Qualifications et relégations | Légende : Qualifications et relégations                  |
| --------------------------------------- | -------------------------------------------------------- |
|                                         | Qualifié pour la phase hexagonale                        |
|                                         | (T) : Tenant du titre (P) : Promu de la saison 2004-2005 |

#### Matchs
| Résultats (▼dom., ►ext.)                                   | Amé | Est | Blu | Dir | Jal | Mas | REs | RMa | Sco | Wal |
| América Managua                                            |     |     | 1-2 |     | 2-1 | 3-3 | 1-2 |     |     |     |
| Atlético Estelí                                            | 0-3 |     |     |     | 1-1 |     |     | 3-1 |     | 1-0 |
| Deportivo Bluefields (en)                                  |     | 3-0 |     | 3-3 | 2-2 |     |     |     | 2-2 | 2-1 |
| Diriangén FC                                               | 3-1 | 5-1 |     |     |     | 2-1 | 2-1 | 1-0 |     |     |
| Deportivo Jalapa (en)                                      |     |     |     | 0-3 |     |     |     | 1-0 | 4-1 | 1-3 |
| Deportivo Masatepe                                         |     | 5-0 | 4-4 |     | 3-0 |     | 1-1 |     |     | 5-2 |
| Real Estelí FC                                             |     | 3-0 | 0-0 |     | 2-1 |     |     |     | 1-1 | 2-1 |
| Real Madriz                                                | 1-2 |     | 3-0 |     |     | 1-1 | 0-0 |     |     |     |
| Scorpión FC (en)                                           | 2-2 | 4-0 |     | 4-2 |     | 5-1 |     | 3-2 |     |     |
| Deportivo Walter Ferreti                                   | 1-1 |     |     | 1-0 |     |     |     | 0-0 | 1-2 |     |
| - Victoire à domicile - Match nul - Victoire à l'extérieur |     |     |     |     |     |     |     |     |     |     |

### La Phase Hexagonale
Les six équipes affrontent une seule fois les cinq autres équipes selon un calendrier tiré aléatoirement.
Le classement est établi sur le barème de points classique (victoire à 3 points, match nul à 1, défaite à 0).
Le départage final se fait selon les critères suivants :
- Le nombre de points.
- La différence de buts générale.
- Le nombre de buts marqué.

#### Classement
| Rang | Équipe                    | Pts | J | G | N | P | Bp | Bc | Diff |
| ---- | ------------------------- | --- | - | - | - | - | -- | -- | ---- |
| 1    | Real Estelí FC            | 13  | 5 | 4 | 1 | 0 | 11 | 2  | +9   |
| 2    | Diriangén FC (T)          | 9   | 5 | 2 | 3 | 0 | 8  | 4  | +4   |
| 3    | Deportivo Masatepe        | 7   | 5 | 2 | 1 | 2 | 13 | 9  | +4   |
| 4    | América Managua (P)       | 7   | 5 | 2 | 1 | 2 | 7  | 9  | -2   |
| 5    | Scorpión FC (en) (P)      | 5   | 5 | 1 | 2 | 2 | 6  | 8  | -2   |
| 6    | Deportivo Bluefields (en) | 0   | 5 | 0 | 0 | 5 | 4  | 17 | -13  |

| Légende : Qualifications et relégations | Légende : Qualifications et relégations                  |
| --------------------------------------- | -------------------------------------------------------- |
|                                         | Qualifié pour les demi-finales                           |
|                                         | (T) : Tenant du titre (P) : Promu de la saison 2004-2005 |

#### Matchs
| Résultats (▼dom., ►ext.)                                   | Amé | Blu | Dir | Mas | REs | Sco |
| América Managua                                            |     |     |     |     | 0-3 | 1-1 |
| Deportivo Bluefields (en)                                  | 1-2 |     |     |     |     |     |
| Diriangén FC                                               | 2-1 | 3-0 |     |     |     | 1-1 |
| Deportivo Masatepe                                         | 2-3 | 6-1 | 2-2 |     |     |     |
| Real Estelí FC                                             |     | 4-1 | 0-0 | 2-0 |     |     |
| Scorpión FC (en)                                           |     | 2-1 |     | 1-3 | 1-2 |     |
| - Victoire à domicile - Match nul - Victoire à l'extérieur |     |     |     |     |     |     |

### La Phase Finale
Les quatre équipes qualifiées sont réparties dans le tableau final d'après leur classement général.
En cas d'égalité sur la somme des deux matchs, c'est l'équipe ayant marqué le plus de buts à extérieur qui l'emporte puis une prolongation et une séance de tirs au but ont éventuellement lieu.

#### Tableau
|  |                    |            |              |            |                |     |   |        |        |        |        |        |
|  | 1/2 finale         | 1/2 finale | 1/2 finale   | 1/2 finale | 1/2 finale     |     |   | Finale | Finale | Finale | Finale | Finale |
|  |                    |            |              |            |                |     |   |        |        |        |        |        |
|  |                    |            |              |            |                |     |   |        |        |        |        |        |
|  | Real Estelí FC     | (1)        | 4            | 1          |                |     |   |        |        |        |        |        |
|  | Real Estelí FC     | (1)        | 4            | 1          |                |     |   |        |        |        |        |        |
|  | América Managua    | (4)        | 2            | 0          |                |     |   |        |        |        |        |        |
|  | América Managua    | (4)        | 2            | 0          | Real Estelí FC | (1) | 2 | 3      |        |        |        |        |
|  |                    |            |              |            |                | (1) | 2 | 3      |        |        |        |        |
|  |                    |            | Diriangén FC | (2)        | 1              | 2   |   |        |        |        |        |        |
|  | Diriangén FC       | (2)        | Diriangén FC | (2)        | 1              | 2   | 2 | 1      |        |        |        |        |
|  | Diriangén FC       | (2)        |              |            |                |     | 2 | 1      |        |        |        |        |
|  | Deportivo Masatepe | (3)        | 0            | 2          |                |     |   |        |        |        |        |        |
|  | Deportivo Masatepe | (3)        | 0            | 2          |                |     |   |        |        |        |        |        |

#### Demi-finales
| Club           | Aller | Retour | Club               | Commentaire |
| Real Estelí FC | 4-2   | 1-0    | América Managua    |             |
| Diriangén FC   | 2-0   | 1-2    | Deportivo Masatepe |             |

#### Finale
| Match aller | Diriangén FC   | 1:2 | Real Estelí FC   | Stade Cacique Diriangén |  |
| 7 mai 2006  | Buteur inconnu |     | Buteurs inconnus |                         |  |

| Match retour | Real Estelí FC   | 3:2 | Diriangén FC     | Stade de l'Indépendance |  |
| 14 mai 2006  | Buteurs inconnus |     | Buteurs inconnus |                         |  |

## Classement cumulatif
| Rang | Équipe                    | Pts | J  | G  | N  | P  | Bp | Bc | Diff |
| ---- | ------------------------- | --- | -- | -- | -- | -- | -- | -- | ---- |
| 1    | Real Estelí FC (C)        | 61  | 27 | 18 | 7  | 2  | 51 | 12 | +39  |
| 2    | Diriangén FC (C)          | 58  | 27 | 18 | 4  | 5  | 61 | 27 | +34  |
| 3    | Scorpión FC (en) (P)      | 49  | 27 | 14 | 7  | 6  | 55 | 39 | +16  |
| 4    | Deportivo Masatepe        | 46  | 27 | 13 | 7  | 7  | 52 | 34 | +18  |
| 5    | Deportivo Walter Ferreti  | 35  | 27 | 10 | 5  | 12 | 34 | 45 | -11  |
| 6    | América Managua (P)       | 35  | 27 | 9  | 8  | 10 | 39 | 35 | +4   |
| 7    | Deportivo Jalapa (en)     | 29  | 27 | 8  | 5  | 14 | 36 | 46 | -10  |
| 8    | Deportivo Bluefields (en) | 25  | 27 | 5  | 10 | 12 | 36 | 67 | -31  |
| 9    | Real Madriz               | 21  | 27 | 4  | 9  | 14 | 28 | 36 | -8   |
| 10   | Atlético Estelí           | 13  | 27 | 3  | 4  | 20 | 20 | 71 | -51  |

| Légende : Qualifications et relégations | Légende : Qualifications et relégations                                              |
| --------------------------------------- | ------------------------------------------------------------------------------------ |
|                                         | Copa Interclubes UNCAF 2006 (en) (1er Tour)                                          |
|                                         | Relégué en Segunda División                                                          |
|                                         | (C) : Vainqueur d'un des deux tournois de l'année (P) : Promu de la saison 2004-2005 |

## Finale du championnat
| Match aller | Real Estelí FC      | 1:2   | Diriangén FC                                    | Stade de l'Indépendance |  |
| 21 mai 2006 | Francisco López 62e | (0:1) | Miguel Ángel Sánchez 16e · William Mendieta 72e |                         |  |

| Match retour | Diriangén FC | 0:1 | Real Estelí FC   | Stade Cacique Diriangén |  |
| 28 mai 2006  |              |     | Rudel Calero 90e |                         |  |

## Bilan du tournoi
| Tableau d'Honneur |              |
| Compétition       | Vainqueur    |
| Primera División  | Diriangén FC |

| Qualifications continentales 2006-2007 |                             |
| Copa Interclubes UNCAF                 | Qualifiés                   |
| Premier tour (en)                      | Diriangén FC Real Estelí FC |

| Promotions et relégations   |                 |
| Relégué en Segunda División | Atlético Estelí |
| Promu de Segunda División   | FC San Marcos   |